# Hemmema

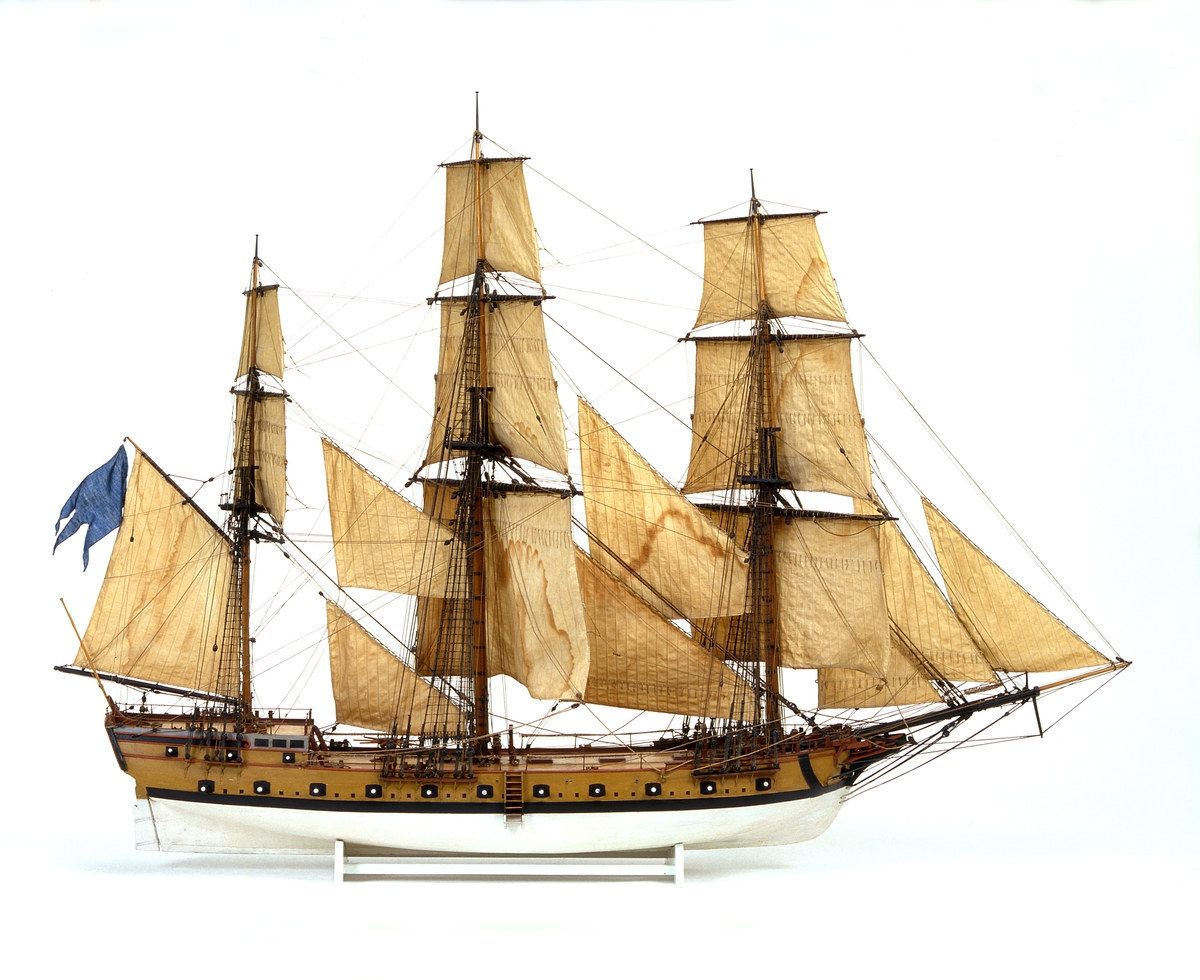
Hemmema.

Un hemmema (du finnois Hämeenmaa) est un type de navire de guerre construit pour la flotte suédoise de l'archipel (en) et la marine russe de la mer Baltique à la fin du XVIIIe et au début du XIXe siècle. Le hemmema est initialement développé pour une utilisation contre la marine russe dans l'archipel finlandais et le long des côtes du Svealand et de la Finlande. Il a été conçu par l'architecte naval suédois Frédéric Henry de Chapman en collaboration avec Augustin Ehrensvärd, un officier d'artillerie devenu commandant de la flotte de l'archipel. Le hemmema est un bateau spécialisé pour une utilisation dans les eaux peu profondes et des passages étroits qui entourent les milliers d'îles et d'îlots s'étendant de la capitale suédoise Stockholm au golfe de Finlande.